# Armando Sommajuolo
Armando Sommajuolo (Roma, 12 gennaio 1953 – Roma, 28 settembre 2023) è stato un giornalista italiano.

## Biografia
Sommajuolo ha iniziato la sua carriera giornalistica nel 1976 sull'emittente privata romana Teletevere di Fabrizio Menghini, per poi passare nel 1988 a Telemontecarlo, l'allora canale proprietà di Rede Globo, che nel 2001 diventerà LA7, canale dove resta fino alla pensione nel 2015. Sebbene ciò sarebbe oggi non permesso dal codice deontologico dei giornalisti, nel 1985 è stato protagonista di uno spot pubblicitario per il whisky Glenlivet (soggetto "Abbiamo l'esclusiva") ambientato in una redazione giornalistica, e due anni dopo ha anche un piccolo ruolo in La piovra 3. Ha condotto tutte le principali edizioni del telegiornale di TMC/La7 e numerosi speciali e programmi della rete, fra cui Tesori di famiglia, con Stefano Disegni, Irene Papas, Valerio Massimo Manfredi, e Zona blu.
Come inviato speciale, qualifica che ricopre dal 1995, ha seguito quasi tutte le maggiori crisi internazionali dei successivi anni: Albania, Kosovo, Somalia, Ruanda, Burundi, Zaire, Afghanistan, Timor Est, Ucraina, Pakistan, lo tsunami a Banda Aceh, nell'isola di Sumatra e in Libia.
Nel premio giornalistico televisivo Ilaria Alpi ha ricevuto la menzione speciale della giuria nel 1995 con un reportage sul genocidio in Ruanda e nel 1999 per il suo lavoro di inviato in Albania e Kosovo. Nel 2006 è finalista col reportage Assalto alla rete, scritto con la collega Silvia Resta, sulla situazione a Ceuta e Melilla.
Per un suo servizio giornalistico riguardante la prima guerra civile liberiana, andato in onda nell'edizione di prima serata del telegiornale l'8 marzo 1996, è stato citato in giudizio col direttore Pier Michele Girola per aver mostrato immagini raccapriccianti di cadaveri, girate dalla giornalista Corinne Dufka. Il 25 novembre 2003 è stato però assolto "per l'intrinseco valore informativo delle immagini pur ponendosi, per le scene di violenza documentate, ai confini del limite massimo oltre il quale l'attività di informazione travalica l'indispensabile tutela, anche costituzionale, della dignità delle persone". Fra i teste è apparso il collega Edgardo Gulotta.
Sommajuolo ha fatto parte della redazione di Effetto Reale, il settimanale di approfondimento del TG LA7. Nell'estate del 2010 con l'arrivo al TG LA7 di Enrico Mentana, conduce con Tiziana Panella il magazine giornaliero LIFE, in onda tutti i giorni dalle 12:30 alle 13:30. Nel marzo 2011 torna alla redazione esteri del Tg, ed è inviato speciale a Bengasi, durante la guerra civile libica. Il 21 luglio 2011 torna a condurre l'edizione delle 13:30 del TG La7 e il 23 luglio 2011 passa a condurre l'edizione delle 20 alternandosi a Gaia Tortora e ad Enrico Mentana.
Il 24 aprile 2015 annuncia il suo ritiro, ospite del TG LA7 condotto da Enrico Mentana e nel successivo fine settimana conduce i suoi due ultimi Tg prima di andare in pensione.
Muore a Roma il 28 settembre 2023 all'età di 70 anni a causa di un linfoma cerebrale diagnosticatogli sette mesi prima.